# Александровка (Репецька сільрада)
Александровка (рос. Александровка) — присілок в Мантуровському районі Курської області Російської Федерації.
Населення становить 10 осіб. Входить до складу муніципального утворення Ріпецька сільрада.

## Історія
Населений пункт розташований на території українського етнічного та культурного краю Східна Слобожанщина.
Від 2004 року входить до складу муніципального утворення Ріпецька сільрада.

## Населення
| 2002 | 2010 |
| ---- | ---- |
| 22   | ↘10  |